# Crocante

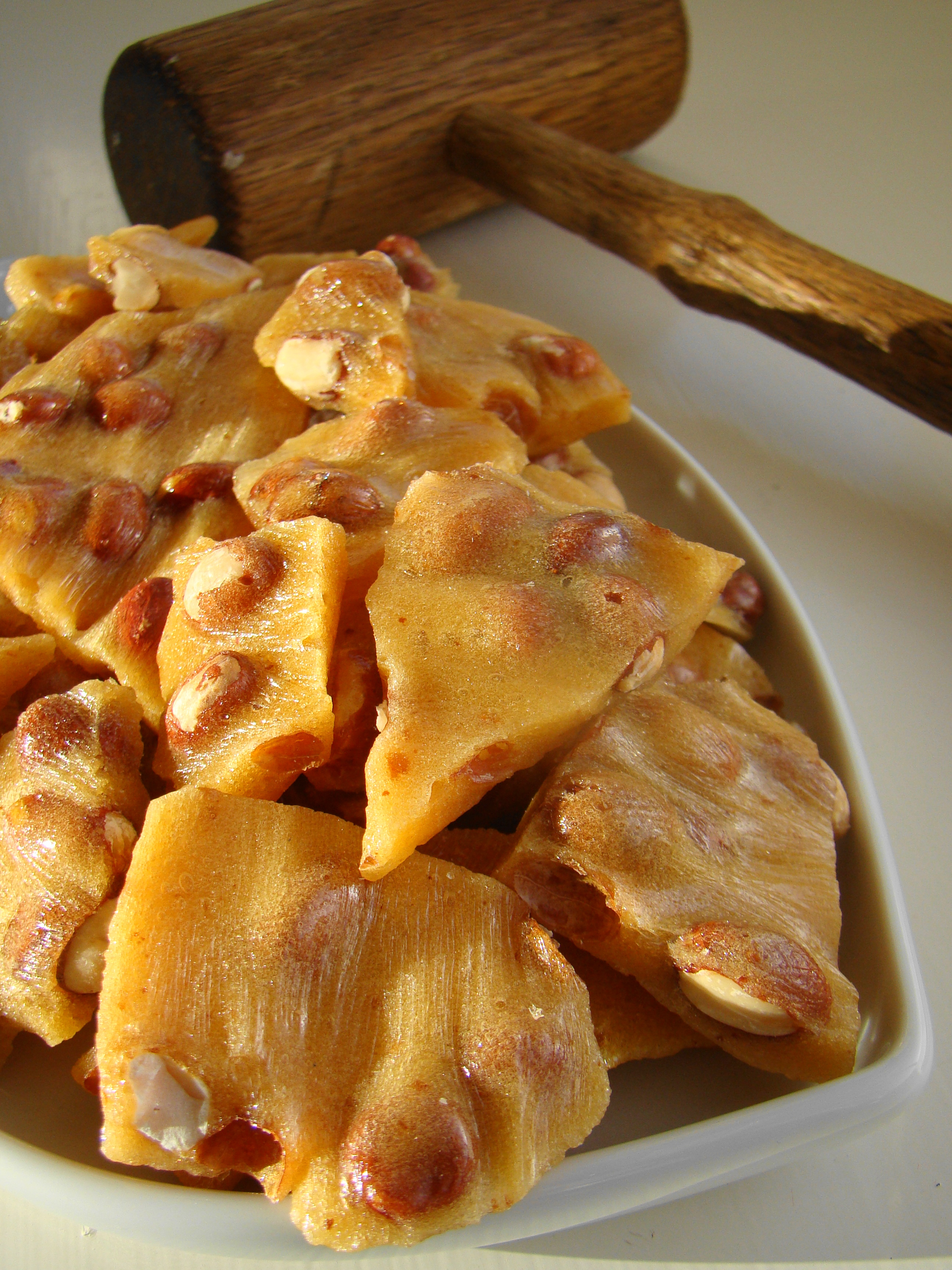
Crocante dorado de cacahuete roto en un plato.

El crocante se percibe mediante el gusto, al probar el alimento y morderlo.
Se puede preparar como ejemplo, un tipo de golosina, normalmente muy dura y quebradiza, consisten en trozos planos de caramelo duro de azúcar con frutos secos incrustados, como pacanas y almendras, si bien también puede emplearse algunas legumbres, como el cacahuete.

## Preparación
Se calienta una mezcla de agua y azúcar hasta el punto de caramelo (aproximadamente 155 °C), mezclándose los frutos secos con el azúcar caramelizado. En este momento se añaden especias, gasificantes y a menudo manteca de cacahuete o mantequilla. Se vierte la mezcla sobre una superficie plana, normalmente una losa de granito o mármol, para enfriarla. El caramelo caliente se aplana para obtener un grosor uniforme. Cuando el crocante se enfría, se rompe en trozos.